# Terremoto de Jerez
Terremoto de Jerez, eigenlijke naam Fernando Fernández Monje (Jerez de la Frontera, 1934 – 6 december 1981), was een Spaans flamencozanger (cantaor).

## Biografie
Fernando Fernández Monje, bijgenaamd "el Terremoto de Jerez" (de Aardbeving van Jerez), werd in Jerez de la Frontera in 1934 geboren in een gitano (zigeuner)familie waarvan iedereen op de een of andere manier verbonden was met flamenco, Hij groeide op in de wijk Santiago de Jerez, bekend om zijn flamenco.
Hij kreeg zijn bijnaam doordat hij de personificatie van de geheimzinnige “duende” was, de speciale vervoering waarin de flamencoartiest, soms in samenspel met zijn publiek, kan raken.
Terremoto zong wanneer hij zin had. Hij was een weerbarstig persoon, weigerde soms te zingen wanneer hij ergens uitgenodigd was om dit voor geld te doen en de ambiance hem niet beviel.
... Hij had de kracht van de natuur, was een berg van een man (ofschoon hij in zijn jonge jaren ooit zeer slank was geweest) met een turbulent omlaag suizende wind, was een stampende vulkaan, een vloedgolf die rotsen weg spoelde, met het vuur van de zigeuners. Vandaar zijn bijnaam: Terremoto! ... (Mario Bois)
Terremoto was een veelzijdig cantaor, uitblinkend in de seguiriyas (por seguiriyas). Hij nam weinig muziek op, meestal voor obscure maatschappijtjes. Terremoto de Jerez wordt beschouwd als een der belangrijkste figuren van de cante flamenco de Jerez (flamencozang van Jerez) van het eerste deel van de tweede helft van de 20ste eeuw. Ook wordt hij algemeen beschouwd als een der grootste cantaores uit de geschiedenis.
Fernández overleed op 6 december 1981, 47 jaar oud, als gevolg van een CVA.
Lorca zei ooit over dergelijke gitano flamenco’s: …Ze bestaan grotendeels uit hart… het zijn bijzondere en eenvoudige mensen die, wanneer ze zingen, hun ogen op een in de horizon schemerend punt fixeren… en dan barsten ze uit, als een grote, zich vervellende wandluis (cicaden), in hun lied…
De zoon van Terremoto de Jerez, Fernando Fernández Pantoja (1969), met artiestennaam Fernando Terremoto, wordt gezien als een der belangrijkste hedendaagse flamencozangers.

## Discografie
- Terremoto de Jerez - "Grands Cantaores du Flamenco"; Volume 4. Chant du Monde, 1994
- Hommenaje a Terremoto de Jerez; Dubbelalbum Hispavox 157.001 José Blas Véga